# Ted Nugent (album)
Ted Nugent je debutové a eponymní studiové album amerického hard rockového hudebníka Teda Nugenta, vydané v roce 1975.

## Seznam skladeb
| Původní verze | Původní verze                   | Původní verze |
| Pořadí        | Název                           | Délka         |
| ------------- | ------------------------------- | ------------- |
| 1.            | Stranglehold                    | 8:22          |
| 2.            | Stormtroopin'                   | 3:07          |
| 3.            | Hey Baby                        | 4:00          |
| 4.            | Just What the Doctor Ordered    | 3:43          |
| 5.            | Snakeskin Cowboys               | 4:38          |
| 6.            | Motor City Madhouse             | 4:30          |
| 7.            | Where Have You Been All My Life | 4:04          |
| 8.            | You Make Me Feel Right at Home  | 2:54          |
| 9.            | Queen of the Forest             | 3:34          |

| Bonusy na reedici v roce 1999 | Bonusy na reedici v roce 1999 | Bonusy na reedici v roce 1999 |
| Pořadí                        | Název                         | Délka                         |
| ----------------------------- | ----------------------------- | ----------------------------- |
| 10.                           | Stormtroopin'                 | 6:36                          |
| 11.                           | Just What the Doctor Ordered  | 4:52                          |
| 12.                           | Motor City Madhouse           | 8:38                          |
| 13.                           | Magic Party                   | 2:55                          |

## Sestava
- Ted Nugent - zpěv, kytara, baskytara, perkuse
- Derek St. Holmes - kytara, zpěv
- Rob Grange - baskytara
- Cliff Davies - bicí, vibrafon, zpěv
- Steve McRay - klávesy
- Tom Werman - perkuse